# Pam Bondi
Pamela Jo Bondi, detta Pam (Tampa, 17 novembre 1965), è un'avvocata e politica statunitense, procuratrice generale degli Stati Uniti d'America nella seconda amministrazione Trump dal 5 febbraio 2025 ed in precedenza procuratrice generale della Florida dal 2011 al 2019.
Nel 2019 e 2020 Bondi è stata una degli avvocati difensori del presidente Donald Trump durante il suo primo processo di impeachment. Fino al 2024 ha guidato il settore legale dell'associazione America First Policy Institute, allineata a Trump.
È la prima italoamericana a raggiungere la posizione di responsabile un'agenzia federale del governo degli Stati Uniti e conseguentemente a far parte del gabinetto dell'amministrazione del presidente degli Stati Uniti d'America.

## Biografia
Pam Bondi è nata a Tampa, in Florida da una famiglia d'origine italiana. Il bisnonno, Calogero Bondì, era nato ad Alessandria della Rocca, in provincia di Agrigento, mentre la bisnonna, Teresa Cagnina, era nativa del vicino comune di Santo Stefano Quisquina. Il padre di Bondi, Joseph Charles, era membro del consiglio comunale e poi sindaco della cittadina. Si è diplomata alla C. Leon King High School di Tampa e si è laureata all'Università della Florida nel 1987 in Giustizia penale. Ha conseguito il Juris Doctor presso la Stetson Law School nel 1990 ed è stata ammessa all'esercizio della professione forense in Florida il 24 giugno 1991.
La Bondi ha lavorato per diciotto anni come procuratrice distrettuale e portavoce nella contea di Hillsborough, in Florida. Durante questo periodo, divenne nota al pubblico come pubblico ministero nei processi per omicidio. Tra gli altri, ha perseguito l'ex giocatore della Major League Baseball Dwight Gooden nel 2006 per aver violato i termini della sua libertà vigilata e per abuso di sostanze e nel 2007 ha rappresentato l'accusa nella morte di Martin Lee Anderson. Nel 2010 ha rassegnato le dimissioni per candidarsi alla carica di procuratrice generale della Florida. 
È stata membro del Partito Democratico fino al 2000. Nello stesso anno passò al Partito Repubblicano.

### Procuratrice generale della Florida
Alle elezioni del 2010, Bondi ha sconfitto il senatore statale democratico Dan Gelber per 55% a 41%, diventando così la prima donna procuratrice generale della Florida. Fu rieletta nel 2014 sempre col 55% dei consensi. Durante i suoi due mandati, si è opposta in una causa infruttuosa all'Obamacare in Florida, collaborando con altri stati a guida repubblicana e sostenendo che violava la Costituzione degli Stati Uniti. Si è opposta ai matrimoni omosessuali e ai diritti delle persone LGBTQ. Comunque, dopo la sparatoria al nightclub di Orlando nel giugno 2016, Bondi espresse parole di sostegno per la comunità LGBT; in quell'occasione venne intervistata dal giornalista della CNN Anderson Cooper, il quale affermò che l'espressione di sostegno di Bondi per la comunità LGBT era in contrasto con il suo passato. Cooper disse che Bondi "o si sbagliava o non diceva la verità"; Bondi replicò accusando Cooper di fomentare "rabbia e odio".
Nell'agosto 2018, mentre era ancora in servizio come procuratrice generale della Florida, Bondi ha co-condotto The Five su Fox News per tre giorni di fila, apparendo anche nello show di Fox News di Sean Hannity. Fox News ha affermato che la Commissione etica della Florida aveva approvato l'apparizione di Bondi nel programma; tuttavia, la portavoce della commissione ha negato, dicendo al Tampa Bay Times che nessuna decisione è stata presa dalla commissione e che il consigliere generale della commissione non ha determinato se l'apparizione di Bondi abbia violato o meno il Codice etico della Florida. Il Tampa Bay Times ha descritto come "senza precedenti" per un funzionario eletto in carica presentare un programma televisivo.

### Sostegno a Donald Trump
Nel luglio 2016 Bondi ha tenuto un discorso alla Convention nazionale repubblicana, durante il quale ha guidato i cori "Lock her up" (lett. "rinchiudetela") diretti alla candidata democratica Hillary Clinton. Nel gennaio 2020 fu nominata dall'amministrazione Trump come membro del team difensivo nella vicenda dell'impeachment di Donald Trump durante le audizioni al Senato degli Stati Uniti. Partecipa anche alla seconda serata della Convention repubblicana del 2020.

### Procuratrice generale degli Stati Uniti
Il 21 novembre 2024 il presidente eletto Trump ha annunciato che sarebbe stata nominata procuratrice generale degli Stati Uniti d'America (l'equivalente del Ministro della Giustizia italiano), dopo il ritiro di Matt Gaetz. Il 29 gennaio 2025 la commissione giustizia del Senato ha approvato la sua nomina con un voto di 12-10, con tutti i democratici contrari alla sua nomina ed è stata confermata dal Senato con 54 voti e 46 contrari il 4 febbraio 2025, con il solo democratico John Fetterman a votare a suo favore. Ha, dunque, prestato giuramento il giorno dopo.

## Vita privata
Bondi è di origini italoamericane, con radici in Sicilia. Ha sposato Garret Barnes nel 1990; la coppia ha divorziato dopo 22 mesi di matrimonio. Nel 1996 Bondi ha sposato Scott Fitzgerald; hanno divorziato nel 2002. Si è fidanzata con Greg Henderson nel 2012.